# Strychnos pseudoquina
Strychnos pseudoquina là một loài thực vật có hoa trong họ Mã tiền. Loài này được A. St.-Hil. miêu tả khoa học đầu tiên năm 1822.